# Canal 10 (El Salvador)
Canal 10 anteriormente conocido como Televisión de El Salvador (TVES) es un canal de televisión pública de El Salvador. Fue fundada por el Gobierno de El Salvador el 4 de noviembre de 1964 con los canales 8 y 10. Para el año 1989, Canal 10 siguió sus transmisiones cuando el canal 8 separó de la afiliación, y ha sido reorganizada en sus operaciones que han aumentado con el paso del tiempo.

## Historia

### Antecedentes
En 1960, el ministro de Educación, Ernesto Revelo Borja, planteó la posibilidad de realizar una reforma educativa, de tal forma que, mediante el apoyo audiovisual, el maestro se sienta motivado a mejorar el nivel de enseñanza, mientras el alumno logra comprender las clases de una mejor forma. Esta reforma, de Televisión Educativa, persigue la colaboración con la educación en las siguientes áreas: 
- Permitir la capacitación del maestro, promoviendo su superación profesional, así como dotándole de métodos, conceptos científicos y didácticos.
- Dar oportunidad para que personas en el área rural, que generalmente no contaban con las mismas ventajas de las personas en el área urbana, tengan acceso a una educación de buena calidad proporcionada por profesores calificados, utilizando los recursos didácticos y metodológicos adecuados.
- Llevar imágenes, que por otros medios resulta muy difícil presentarlas a los estudiantes, haciendo más amenas las clases como es el caso de los vuelos espaciales, entrevistas con intelectuales, panoramas completos de ruinas, fábricas, maquinarias, etc. También se posibilita presentar en pocos minutos una secuencia que en la realidad tarda mucho tiempo en realizarse. Por ejemplo: La multiplicación celular, la germinación de una semilla, el crecimiento de una planta, el nacimiento de un animal, etc.
- Proporcionar un aporte de calidad y cantidad, ya que sirve como vehículo transmisor de cultura y educación para muchas personas.[1]

### Desarrollo y sus primeros años
Walter Béneke, que 1961 fungía como Embajador de El Salvador en Japón, conoció de primera mano la manera en que el gobierno japonés hacía uso de la televisión con propósitos educacionales. Entonces le pidió a la Nippon Hōsō Kyōkai (Corporación Radiodifusura de Japón) que dirigiera un estudio de acerca de la posibilidad implementar la televisión instructiva en El Salvador. En 1963 se revelaron los resultados de dicho estudio y mostraba que era muy favorable realizar el proyecto e invertir en el equipo para lograrlo. Se creó una comisión en 1963 para llevar a cabo dicho proyecto pero no logró tomar acciones en concreto.
El 4 de noviembre de 1964, nace en la Televisión de El Salvador, una comisión formada por sectores gubernamentales, industriales, comerciales y agrícolas, encargada de analizar las posibilidades de crear un servicio nacional de televisión educativa, para esto se contó con la ayuda del gobierno japonés que fue el encargado de efectuar los estudios técnicos de las necesidades de instalación para poder tener transmisión y recepción en los diferentes centros educativos donde se deseaba llevar a cabo el plan de educación por medios audiovisuales, controlado de forma directa por el Ministerio de Educación.
Canal 10 tuvo en sus inicios una programación general que servía como enseñanza diaria para los estudiantes de las diferentes escuelas. El profesor encendía la televisión donde se presentaba un video de una clase específica y luego éste continuaba con la enseñanza tradicional: apoyo en libros metodológicos que habían sido desarrollados conforme al contenido dado en los programas de estudio. Esto daba lugar a entrar en discusión con las enseñanzas expuestas a través de la televisión.
De esta manera, TVES se convirtió en el primer país de Centroamérica que contó con los recursos necesarios para poseer un canal educativo, ya que los factores demográficos eran muy favorables para su proyección. Pero el crecimiento de la televisión educativa en El Salvador fue muy lento, aun cuando un grupo de jóvenes fueron enviados a Japón para capacitarse y al regresar y no encontrar el equipo necesario, se vieron limitados a no tener un sistema adecuado de televisión. Pero en 1966, se discuten las maneras de satisfacer las necesidades educativas del país a través de la Televisión Educativa. Su directora, la Dra. Irma Lanzas de Chávez, estudiaba la experiencia de otros países para poder proyectarse y buscar alternativas que ayudaran a la proyección. La UNESCO, creada para ayudar a la difusión de la educación y la cultura en todos los países de Latinoamérica, presentó a siete profesores que formarían el primer equipo de producción de Televisión Educativa. Con el tiempo, estas personas se hicieron realizadores, presentadores, guionistas, etc.
Para 1967, se contaba con tres estaciones televisivas dedicadas principalmente a la enseñanza primaria y que posteriormente desarrolló programas para un público adulto con fines de alfabetización y desarrollo comunal. Ese mismo año, se inauguran los estudios de Televisión Cultural Educativa, en Ciudad Normal Alberto Masferrer, en San Andrés, por el presidente Lyndon B. Johnson de EE. UU. y el presidente electo de El Salvador Fidel Sánchez Hernández. Se consideró que Televisión Educativa compensaría la escasez de maestros que existía en el país en ese momento, y podrían dar paso a las clases televisadas. Sin embargo, en 1968, Televisión Educativa realizó programas experimentales y al mismo tiempo dirigió cursos de adiestramiento en los estudios y en instalaciones comerciales en San Salvador, mientras se construía su propio centro de producción. Así comenzaron con las transmisiones un año más tarde.

### Canal 10 en la era de la Guerra Civil
Una década después, en 1979, se establece en el Ministerio de Educación la Dirección de Televisión Educativa con una estructura interna de Dirección y Administración, Planificación y Producción, Recursos Audiovisuales, Operaciones y Mantenimiento, y Departamento de Doblaje. De esta manera, Televisión Cultural Educativa se enfocó en promover la cultura en El Salvador y colaborar con el entrenamiento y capacitación de profesores, para la implementación de nuevos programas de estudio, a fin de ayudar al sistema educativo del país. Con los inicios de Televisión Educativa, se da apertura a las relaciones con países y organizaciones internacionales con experiencia en este campo, así se recibe ayuda para su personal desde EE. UU., Japón, Brasil y México. Pero el desarrollo de la televisión educativa tuvo diferentes cambios y estudios por parte de diferentes universidades de otros países, por lo que pasó por muchas evoluciones en su proceso, lo que llevó a utilizar dos frecuencias al aire entre los canales 8 y 10. 
En 1979, Televisión Educativa cuenta con el apoyo del Gobierno, se ve afectado con el golpe de Estado del presidente General Humberto Romero. La consecuencia más palpable del acto fue el cambio de autoridades gubernamentales y por consiguiente cambios en la llegada de nuevos directores en los proyectos de la institución. En los 80, la televisión educativa es afectada por la guerra que vive en ese momento el país. Provoca gastos y reparaciones de equipos y aparatos de televisión. Durante la misma época aparece el sistema operativo de televisión. Ofrece, entonces, un aspecto positivo a la tecnología, pero con el factor desfavorable que la economía de ese momento no era ningún beneficio.
El Sistema Informativo de Televisión (STI) consiste en grabar en vivo y salir al aire. De esa manera Televisión Educativa se encargó de formar el personal para el manejo del sistema. Sin embargo, siempre existieron problemas por la falta de equipo, presupuesto inadecuado y el mal mantenimiento de los equipos. En 1986, Televisión Educativa pasa a formar parte del Ministerio de Cultura y Comunicaciones como Dirección de Televisión Cultural Educativa. Pero conocida como Televisión Nacional, situación que mantiene hasta el año 1989. Desafortunadamente, siempre se mantuvo la problemática de la falta de recursos y dinero para mantener los equipos, así como pocos incentivos económicos para el personal. Gradualmente fueron surgiendo otros tipos de problemas como la falta de programación adecuada para cubrir dos canales y Canal 8 pasa a ser una repetidora de Canal 10. 
En 1989, se da un problema de señal y Canal 8 la pierde y deja de transmitir. No se repara nunca y sigue en línea con una señal que no alcanza todo el territorio salvadoreño. Es en ese momento que se replanteó el rol de Televisión Cultural y Educativa en este país, creándose un logotipo que lo identifica. Esto le da una nueva personalidad, se producen más programas nacionales y Televisión Cultural Educativa pasa a formar parte del Ministerio de Educación a cargo del doctor René Hernández Valiente.

### Canal 10: El Canal de Televisión de El Salvador
En 1990, Televisión Nacional regresa al Ministerio de Educación como unidad de Dirección de Televisión Cultural Educativa pero se da a conocer como Televisión Cultural Educativa. Su objetivo es diseñar, producir y difundir programas orientados a rescatar los valores y tradiciones salvadoreñas, fomentar la cultura y la educación permanente en las áreas de moral, cívica, salud, educación laboral, educación formal, medio ambiente y otros. También se dan cambios en el área de transmisión y contenido de los programas, derivados del caos y la decadencia, ya que comienza a transmitir programas que envían otros países. La ayuda internacional y la transmisión de programas educativos provocan un caos dentro de la institución, porque no se contaba con equipos compatibles con los formatos que mandaban. A esto se suma la falta de personal, entre otros. Poco a poco estos factores fueron influyendo para que la programación fuera mínima y se transmitieran más programas nacionales, convirtiéndose más cultural.
Canal 10 ha realizado cambios significativos. A partir del 3 de enero de 2007, se denomina Televisión Educativa y Cultural Canal 10, y estrena a la vez una nueva imagen que representa a la televisora estatal pero bajo el control del MINED. Entre 1991 y 2006, estuvo en manos del Consejo Nacional para la Cultura y el Arte (CONCULTURA). Antes de 2006, la institución era conocida como Televisión Cultural Educativa, conociéndose por su programación académica. Este último cambio se suma a las seis transformaciones que ha sufrido la imagen del canal hasta la fecha sustituyendo a la que se mantuvo durante el 15 años. Con el cambio actual, Canal 10 da a conocer y aclarar la naturaleza híbrida que tendrá como “ Televisión Educativa y Cultural” enfocándose en el entretenimiento familiar y educativo. Dichos cambios demuestran su evolución, la cual se va desarrollando poco a poco, a paso seguro.

### Canal 10: Un canal digital
Mientras el transmisor análogo de Canal 10 estaba a punto de culminar su vida útil, se desarrollaba en diferentes países del mundo un proceso de transición análogo-digital. Según el libro de “Mediamorphosis” de Roger Fidler un medio de comunicación necesita pasar un proceso de evolución para poder mejorar paralelamente a las necesidades de la audiencia.
En el desarrollo y primeros años de Canal 10 la ayuda del gobierno de Japón jugó un papel muy importante, ya que dicho gobierno fue el encargado de efectuar los estudios técnicos de las necesidades de instalación para poder tener transmisión y recepción en los diferentes centros educativos donde se deseaba llevar a cabo el plan de educación por medios audiovisuales. 
Después de un tiempo la empresa SIGET tomó la decisión de proponer la tecnología digital japonés-brasileño en el país, puesto que esto les permitía a los distintos canales de televisión iniciar su proceso de digitalización. A cambio de que El Salvador adoptará el sistema japonés-brasileño, Japón ofreció una capacitación al personal técnico del canal para desarrollar la transición análogo-digital de la mejor manera.
En 2014, el gobierno del expresidente Salvador Sánchez Cerén colocó a Canal 10 en la ruta de modernización. Al año siguiente El Salvador y Japón firmaron un acuerdo de donación de fondos para mejorar los equipos y los programas que se transmitían. En 2017, Televisión de El Salvador, recibió por parte del gobierno de Taiwán un nuevo transmisor digital.Todo esto traería beneficios para el canal.
Fue el 21 de diciembre de 2018 cuando Canal 10 anunciaría su cambio de señal análoga a una señal digital. Dando la noticia de que se convertiría en el primer canal con una señal digital en todo el país.
Debido a este gran cambio por el que pasó Televisión de El Salvador, se implementaron ciertas asesorías y capacitaciones para un mejor manejo de herramientas por parte de los trabajadores del Canal 10.
Para poder introducir la nueva tecnología a Canal 10 se necesitó de ayuda externa con el fin de manejar el equipo tecnológico. Nuevamente con la ayuda de Japón, se realizaron cursos especializados que duraron aproximadamente tres meses. Gracias a la nueva señal digital, los trabajadores de Canal 10, implementaron otro tipo de herramientas en sus labores periodísticos, labores de producción, investigación, cobertura, etc. Estos equipos eran especialmente los software de edición, equipos especializados en edición, switchers, procesadores, entre otros.

## Programación
La programación del canal es generalista. Canal 10 está compuesto por un amplio catálogo de series, documentales de ciencia e historia, televisión educativa, dibujos animados, música, espacios de servicio público, entrevistas y cine. Los programas del Canal 10 están especializados a lo nacional a favor del gobierno, y ocasionalmente se transmite del contenido internacional. Se le denomina como la televisión pública de El Salvador.

### Apagón análogo en El Salvador
Recibe el nombre de apagón análogo a aquel suceso donde las transmisiones análogas desaparecerán y darán lugar a las nuevas transmisiones digitales.
El apagón análogo es un evento que se realizará en El Salvador. Dónde los distintos medios de comunicación; cuyos recursos económicos les permiten hacer inversiones millonarias en sus equipos de producción, se preparan para que, eventualmente, su señal sea totalmente digital. Esto conlleva a analizar diversas ventajas y desventajas de este suceso y se cuestiona si este en verdad será un beneficio para la población salvadoreña o un beneficio para el espectro comercial.
Durante los últimos años en El Salvador se ha hablado sobre este evento. Sin embargo, muchos periodistas exponen ciertas consecuencias que traería dicho suceso. Una de ellas es el cambio de equipo. Especialmente en los aparatos receptores switchers, cámaras, luces, equipo de sonido, etc. Otra consecuencia significativa sería la pérdida de equipos televisivos de cientos de familias salvadoreñas , pues, la señal digital necesitaría un equipo Full HD.
Uno de los efectos secundarios de este suceso es que, al tener que cambiar todo el equipo televisivo las familias se ven obligadas a desechar el equipo obsoleto. Esto podría conllevar a una contaminación del ambiente, pues existiría una gran cantidad de equipo obsoleto que no podría ser tratado de manera correcta. Ya que el equipo no podrá ser reutilizado, ni reciclable.
El apagón traería ciertos beneficios específicamente en los medios televisivos. Beneficios como una mejor definición de la señal y un avance tecnológico; sin embargo, se necesitaría de un cambio masivo muy significativo en los equipos y transmisiones.

## Programación actual
- Turismo interoceanico
- De rebote
- La mesa amarilla
- Horizontes matemáticas
- Horizontes de la lengua
- 1, 2, 3, matemáticas
- ¿Puedo hacerlo yo?
- Shaun, el cordero (Salió del aire el 22 de agosto de 2021)[13]
- Llama Llama (Salió del aire el 22 de agosto de 2021)[13]
- Máx Rodríguez (Salió del aire el 22 de agosto de 2021)[13]
- El laboratorio secreto de Thomas Edison (Salió del aire el 22 de agosto de 2021)[13]
- Lucky Fred (Salió del aire el 22 de febrero de 2021)[13]
- Miragrantes Latinoamérica
- Horizontes ciencias naturales
- Historia de un país
- ¿Neuroqué? (Salió del aire el 31 de agosto de 2021)[14]
- Kenny el tiburón (Salió del aire el 31 de enero de 2021)[14]
- Antropológicas
- Festivaliando
- Fórmulas de cambio (Salió del aire el 22 de agosto de 2021)[13]
- La biblioteca mágica (Salió del aire el 25 de agosto de 2021)[13]
- Humus Humus (Salió del aire el 22 de agosto de 2021)[13]
- ¡Qué gran Idea! Pequeños con talento (Salió del aire el 22 de agosto de 2021)[13]
- Peregrima (Salió del aire el 27 de agosto de 2021)[15]
- TV Morfosis
- Plaza Sésamo
- Don Quijote de la Láctea
- Las Tres Mellizas
- La Novicia Rebelde
- Conde Pátula
- Barbapapá
- Las aventuras de Tom Sawyer
- La Princesa Sheherezade
- Un gol al arcoíris
- Haciendo discos

## Programas nacionales
- La hora del niño (04/03/95-presente)
- Aprendamos en casa (25/05/20-presente)
- Las aventuras de El Cipitio (1992-presente)
- AM con Marisol Doratt (14/12/20-presente)
- Tatuka (21/11/18- 22/05/20)
- Noticiero El Salvador (05/10/20-presente)
- Noticiero El Salvador, Entrevista (05/10/20-presente)
- La casa de Lula (14/06/21-presente)
- Club 10 (17/06/2023-presente, solo los sábados)
- Segunda División de Fútbol Profesional de El Salvador (28/08/21-presente)
- Liga de Fútbol Playa de El Salvador (08/05/21-presente)
- El Despertar, Noche de boxeo (26/03/22)
- Liga Mayor de Baloncesto de El Salvador (30/04/22-presente)

## Logotipos

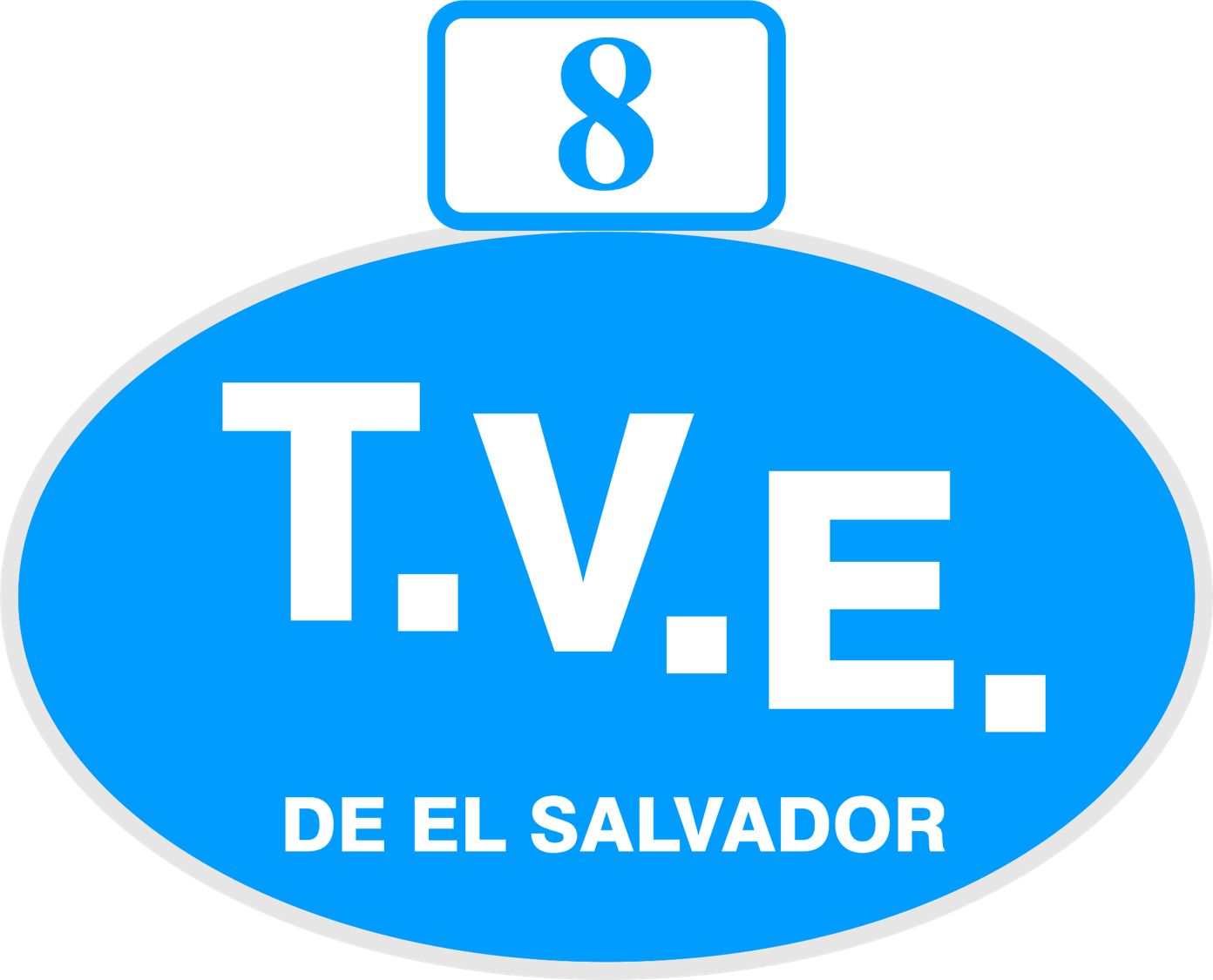
1964-1985 (Canal 8)
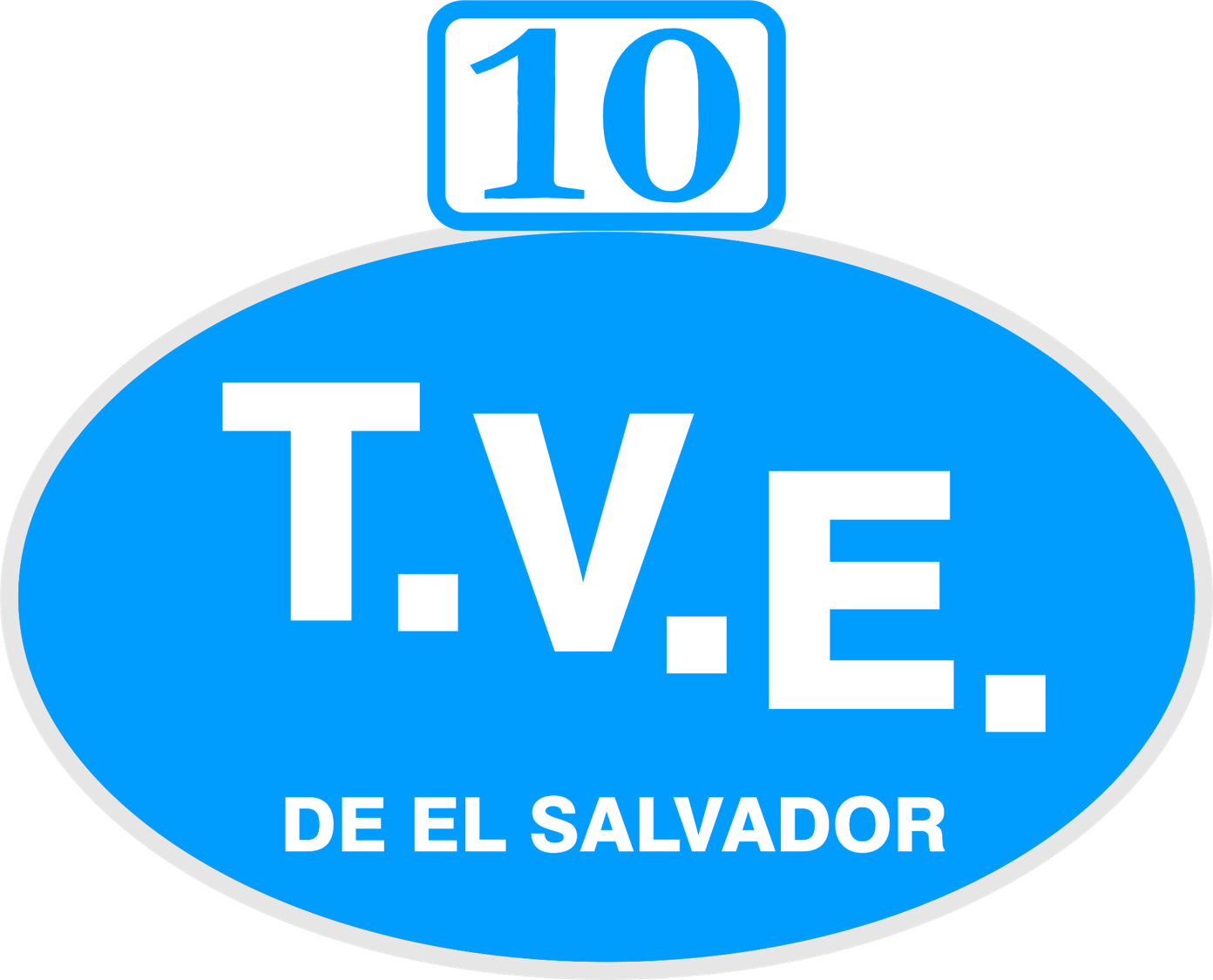
1964-1985 (Canal 10)
1985-1990
1990-1993
1993-1996
1996-2003
2003-2006
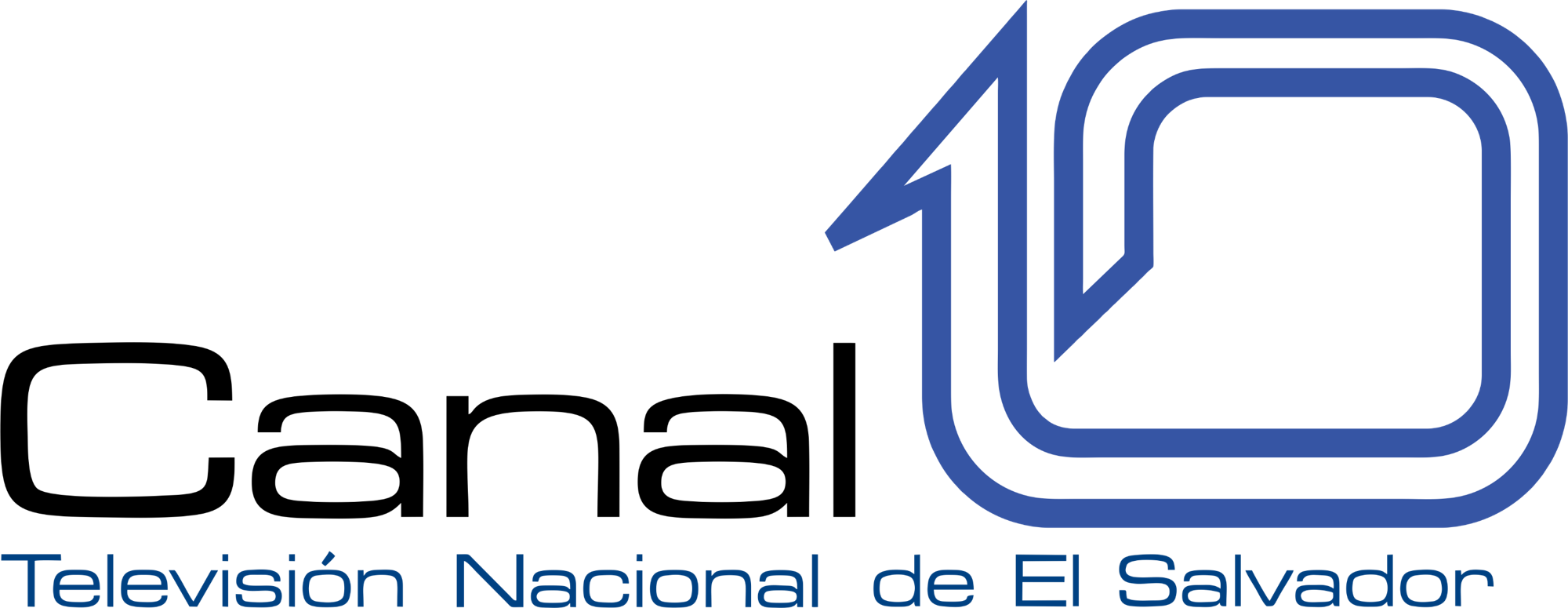
2007-2011
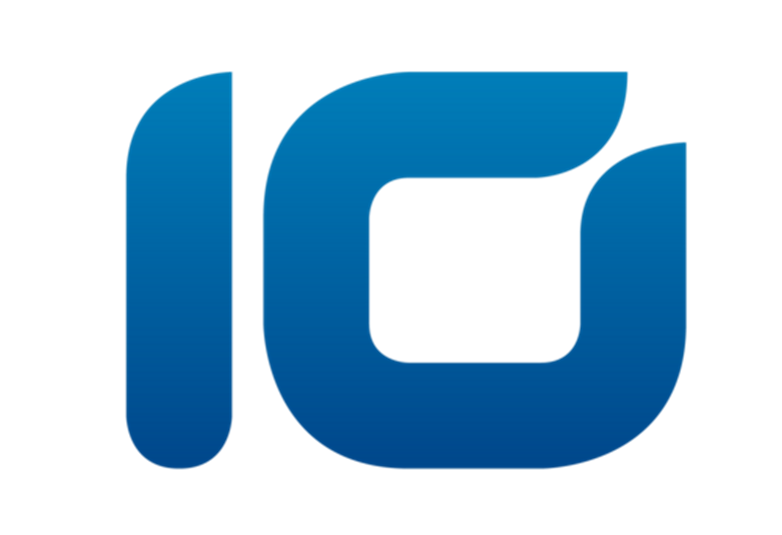
2011-2013
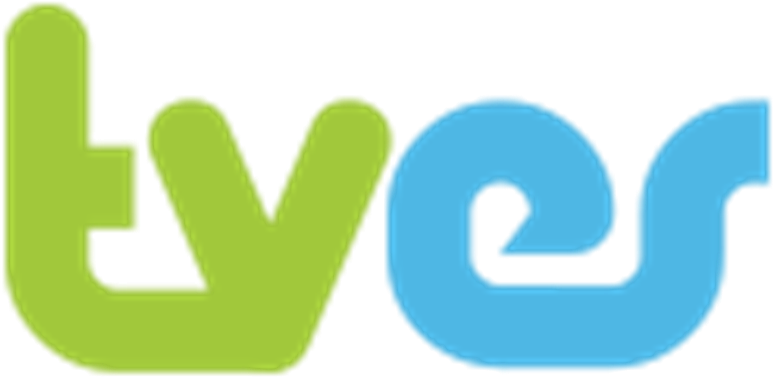
2013-2020
Desde 2020